# Kudremukh-Nationalpark
Der Kudremukh-Nationalpark ist ein Schutzgebiet in den Westghats im indischen Bundesstaat Karnataka. Es wurde 1987 ausgewiesen und ist 600,32 km² groß. Der Name Kudremukh bedeutet übersetzt Pferdemaul. Er leitet sich vom Aussehen einer Erhebung im Park ab. Kennzeichnend für den Park sind ausgedehnte Wälder. Um die Jahrtausendwende wurde das Areal unter anderem durch Bergbau bedroht.

## Geographie
Auf der Nord- und Ostseite des Parks befinden sich jeweils Tee- und Kaffeeplantagen. Der Park liegt zwischen 20 und 1892 m Höhe, die am Gipfel des Kudremukh erreicht wird. Im Nationalpark entspringen zudem die Flüsse Netravati, Tunga und Bhadra. Im Nordwesten befindet sich das Someshwara-Wildreservat. Der jährliche Gesamtniederschlag in der Region liegt bei etwa 4000 mm.
Eisenerzbergbau und damit verbundene Aktivitäten haben zu einer Fragmentierung des Lebensraums im Nationalpark geführt. Ein Vorschlag zur Ausweisung des Nationalparks als Tigerreservat wurde 2012 abgelehnt.

## Flora und Fauna
An den Hängen in den tieferen Lagen wachsen immergrüne Wälder, während der Park oberhalb von 1400 m von Shola-Wald und Grasland dominiert wird.
Die Fauna umfasst unter anderem 42 Säugetier-, 52 Reptilien-, 42 Amphibien-, über 170 Vogel- und 149 Schmetterlingsarten. Unter den Säugetieren finden sich drei Primatenarten: der Bengalische Hanuman-Langur, der Indische Hutaffe und der Bartaffe. Während die ersten beiden Arten ein weiteres Verbreitungsgebiet in Indien aufweisen, ist der Bartaffe wie viele andere Arten in den Westghats endemisch. Wegen der geringen Bestandszahlen von weniger als 2500 adulten Tieren wird er von der IUCN als stark gefährdet eingestuft. Trotz seines größeren Verbreitungsgebiets wird auch der Indische Hutaffe als gefährdet eingestuft, der in den letzten etwa 40 Jahren einen Populationsverlust von 30 % verzeichnete. Im Nationalpark finden sich auch große Raubtiere wie Tiger, Leoparden und Rothunde. Darüber hinaus kommt der Asiatische Elefant, der Lippenbär, der Indische Muntjak, der Axishirsch, der Sambar, der Gaur, der Ceylon-Kantschil und das Wildschwein im Park vor. Zu den kleineren Säugetieren zählen zudem das Indische Weißschwanz-Stachelschwein und der Schwarznackenhase. Zu den 52 im Park anzutreffenden Reptilienarten zählen zum Beispiel die Königskobra, die Grüne Bambusotter und die Flugdrachenart Draco dussumieri.
Die 42 im Park verzeichneten Amphibienarten teilen sich in 36 Froschlurch- und 6 Schleichenlurcharten auf.
Eine im Nationalpark neu entdeckte und in den Westghats endemische Froschart ist Nyctibatrachus hussaini. BirdLife International listet den Park zudem als Important Bird Area („wichtiges Vogelschutzgebiet“). Zu den vorkommenden stark gefährdeten Arten zählen der Zimtbrusthäherling (Montecincla cachinnans) und der Nilgirischmätzer (Sholicola major). Von der IUCN als gefährdet eingestuft werden zudem der Grauhornvogel, die Nepalbekassine, die Nilgiritaube und der Rundschwanzsänger (Schoenicola platyurus).

## Galerie

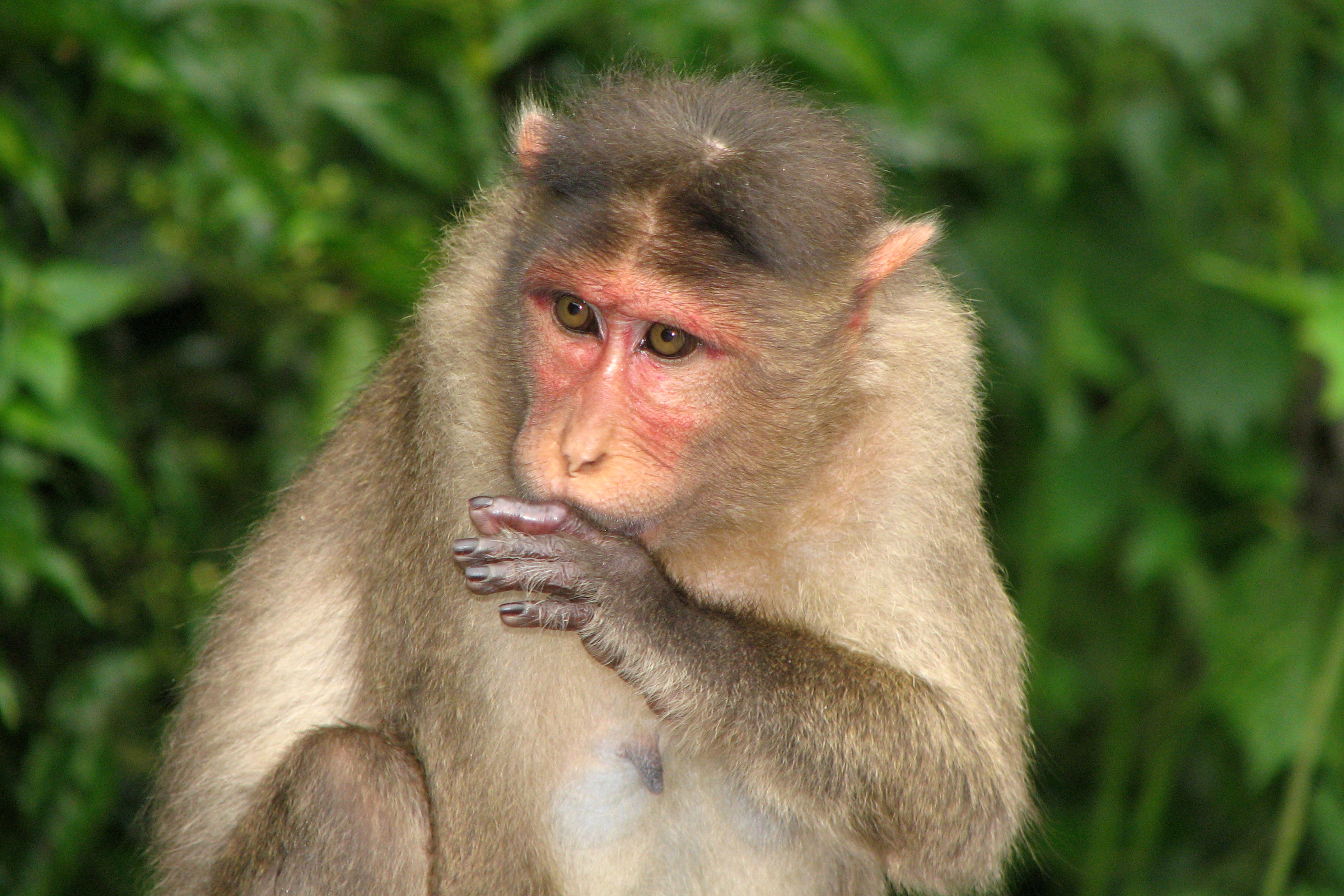
Indischer Hutaffe
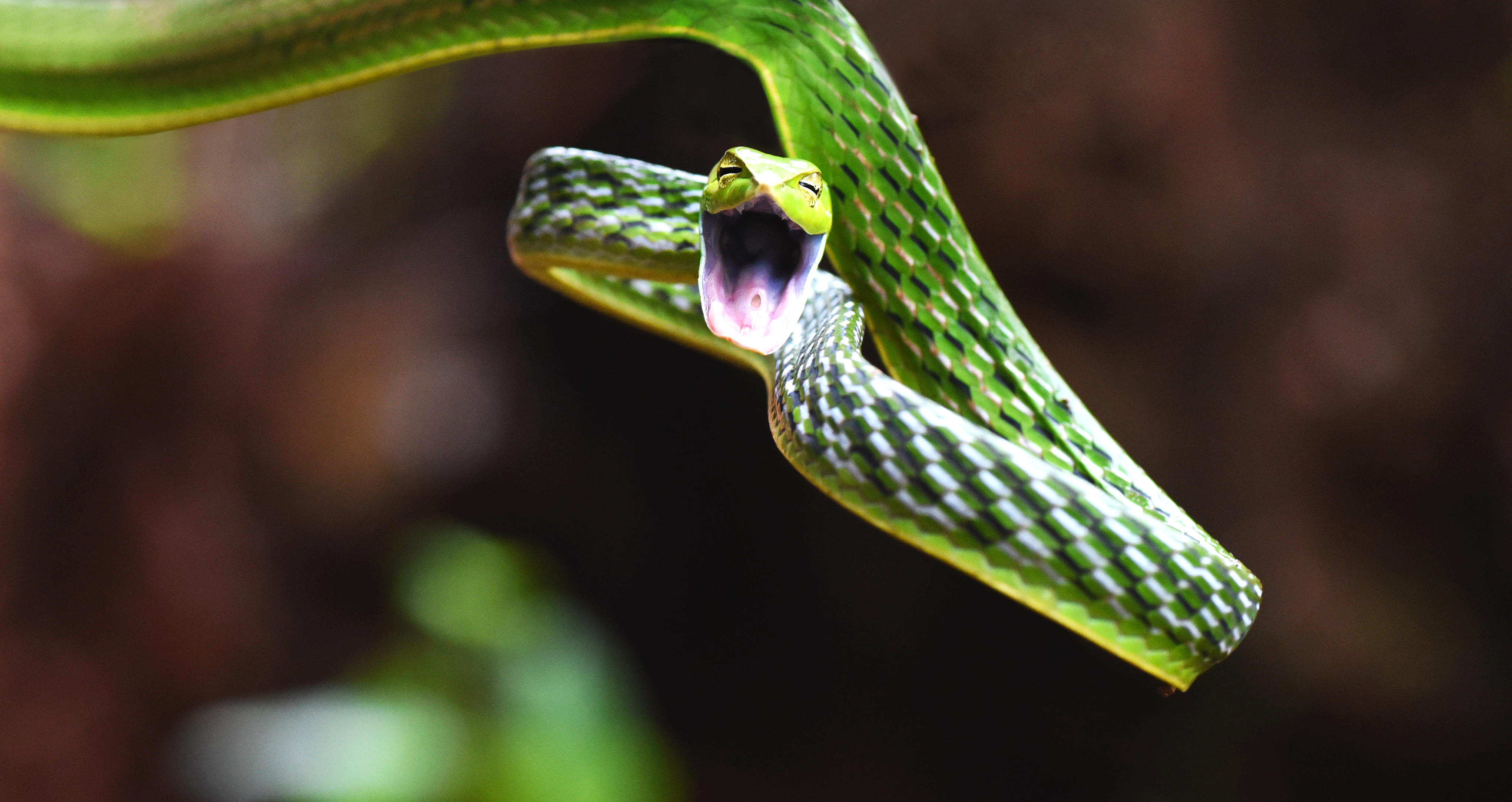
Nasen-Peitschennatter
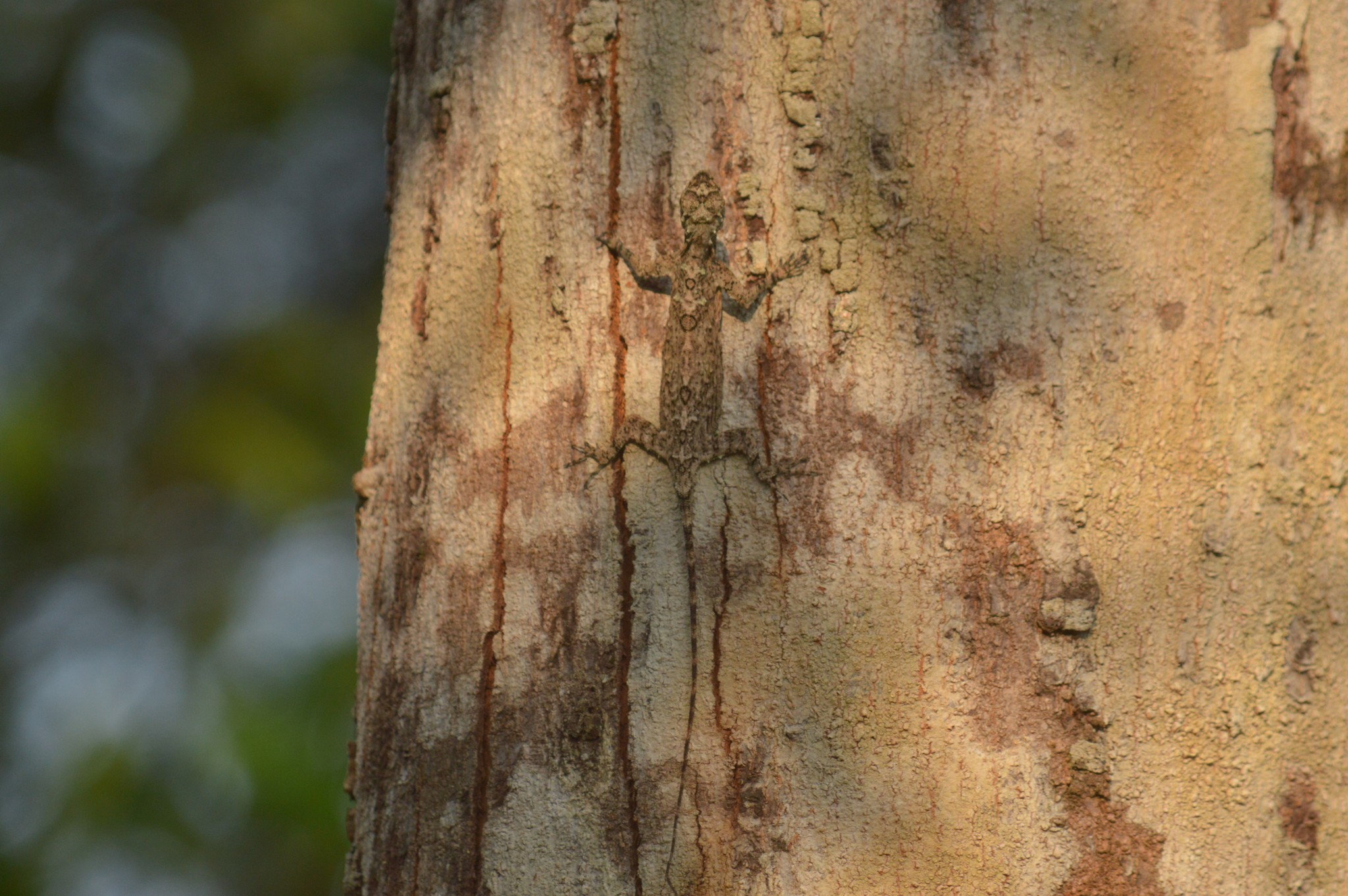
Draco dussumieri